# شهلا رضا
شهلا رضا (بالأردوية: سیدہ شہلا رضا)‏، (15 مايو 1964 في كراتشي، باكستان - ) سياسية من حزب الشعب الباكستاني في إقليم السند بباكستان. في عام 2008 انتُخبت بالإجماع نائبة رئيس الجمعية الثالثة عشرة لجمعية السند، وأعيد انتخابها في عام 2013 لهذا المنصب في الجمعية الرابعة عشرة.